# ユーグ1世 (ヴェルマンドワ伯)
ヴェルマンドワ伯ユーグ(Hugues Ier de Vermandois、1057年 - 1101年10月18日)とは、カペー家出身の初代ヴェルマンドワ伯である。ユーグ大伯(仏: Hugues le Grand / 羅: Hugo Magnus)とも称される。彼は主に第1回十字軍における指導者の1人として知られている。彼の渾名である Magnus (「大きな」「偉大な」「巨大な」の意)は、おそらく中世フランス語のle Maisné(「若い」の意)という単語をラテン語に訳する際に生じた誤訳であると考えられている。ユーグ伯がフランス王フィリップ1世の弟であることがle Maisnéの由来であるとされている。

## 若年期
ユーグはフランス王アンリ1世と王妃アンナ・ヤロスラヴナの末っ子・フィリップ1世の弟として生まれた。ユーグは、知的障害を有する義兄弟ウード1世が相続権を喪失したことを受けて、カペー家出身者としては初めてのヴェルマンドワ伯に就任した。1085年には、ユーグはイングランド王ウィリアム1世がイングランドに侵略を目論むデンマーク遠征軍を迎撃する際に彼を支援したとされる。

## 第1回十字軍
1096年初頭、クレルモン公会議の知らせがパリに届いたのち、フィリップ王とユーグ伯は第1回十字軍について話し合うようになった。フィリップ王は教皇から破門宣告を受けている真っただ中であったため十字軍に参加することは不可能であったが、対するユーグ伯は1096年2月11日の月食を目の当たりにしたことで十字軍に参加する意思を固めたとされている。1096年8月末、ユーグ伯は自身の十字軍軍団を率いてフランスを出立し、アルプス山脈・ローマを経由してバーリに向かった。そしてバーリでアドリア海を渡海しビザンツ帝国に向かった。他の諸侯は陸路をたどり聖地に向かったが、ユーグ伯は海路を選択したのであった。
ユーグ伯の艦隊ははアールスカート伯アーノルト2世の指揮下にあった。アンナ・コムネナの年代記『アレクシアス』によると、ユーグ伯はアンナの父である東ローマ皇帝アレクシオス1世コムネノスに対して「馬鹿げた」書状を送りつけ、厳かな出迎えを要求したという。
皇帝よ。我は王の中の王、天の下の地における最も偉大な者であることを知るがよい。其方らに出迎えられ、豪華で華やかな接待を受けることが、高貴な生まれの私にとってきっと相応しいであろう。。
この傲慢な書状を受け取ったアレクシオス帝は、彼のデュッラキウム統治者の甥ヨハネス・コムネノスとビザンツ帝国海軍指揮官ニコラオスに対して、ユーグ伯に用心した上で彼の到着を直ぐに知らせるよう命令した。

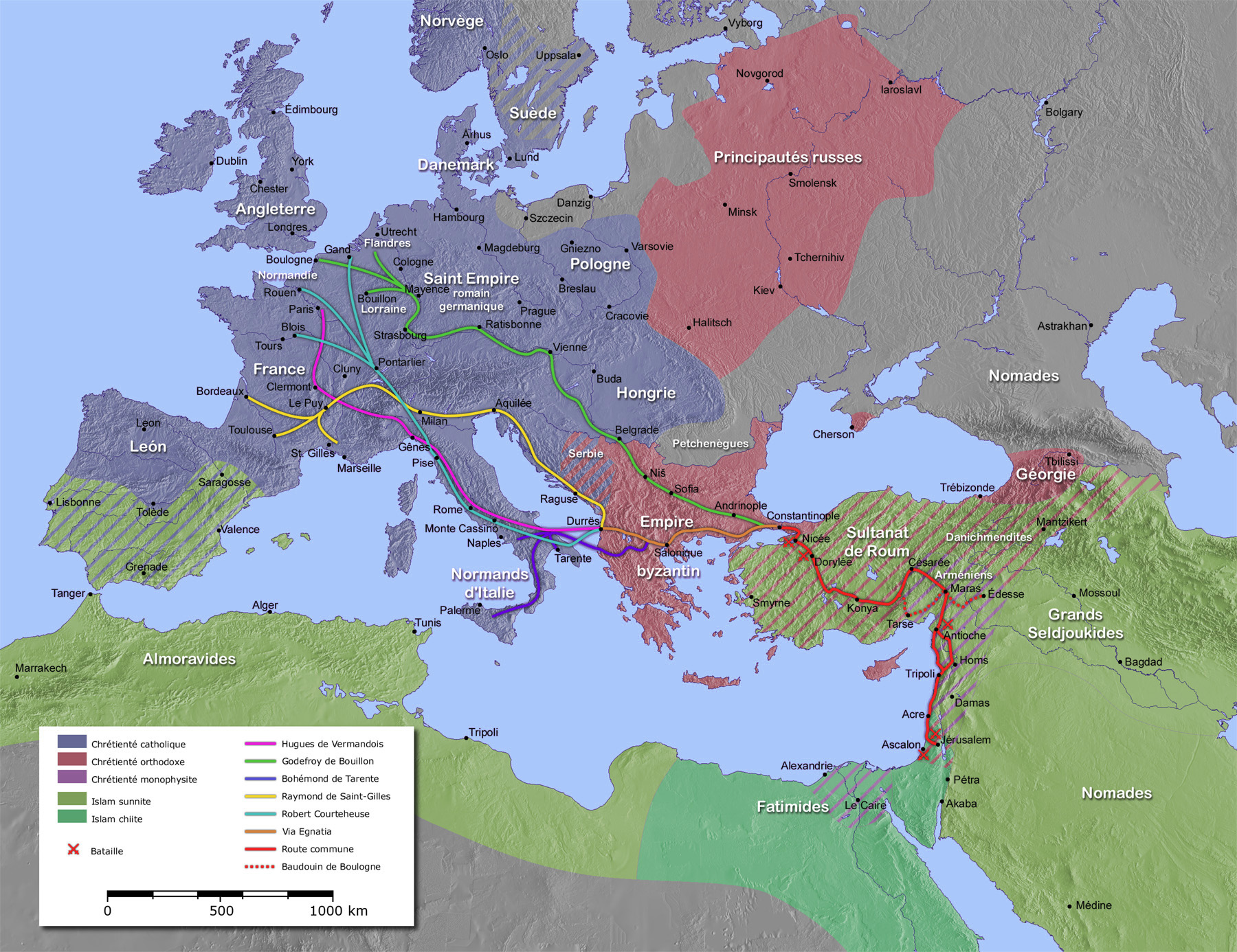
第1回十字軍に参加した諸侯の進軍経路。真紅色のラインユーグ伯が取った旅程である。

その頃、ユーグ伯の軍団はロンゴバルディ沿岸部に到達しており、24人の使者からなる使節団をデュッラキウムの統治者(ドゥクス)に向けて派遣した。この使節団は以下の文面の書状を携えていたという。
ドゥクスよ、我が殿ユーグ様はじきに此の地に至らんとすることを汝に知らしめる。ユーグ殿下はローマより聖ペテロの黄金旗を授かり此度の遠征に携えておいでである。我が殿は今回、フランク軍総司令官として馳せ参じていらっしゃることを確と心得られよ。我らが殿の高貴な御身分に相応しい迎賓の準備を抜かりなく進め、貴殿も自身の仕度を整えられよ。 
ユーグ伯の艦隊はバーリの港から出港しアドリア海を超えてイリュリクムに向けて航行していたが、途中で嵐に遭遇し多くの軍船を失った。ユーグ伯が搭乗していた船も同じく流され、エピルス近辺の浜辺に打ち上げられた。救出されたユーグ伯はデュッラキウムに連れて行かれ、ドゥクスのヨハネス・コムネノスの晩餐会に招かれた。ユーグ伯がその地でしばしの休息を取った。その後、皇帝の命によりユーグ伯はマヌエル・ボウトミテスの厳重な護衛のもとでコンスタンティノープルに向かった。帝都にてユーグ伯はアレクシオス帝に対する謁見の機会を与えられ、皇帝の説得に応じて、帝国の封臣として皇帝に仕えることとなった。
現在のドイツ人歴史家ハンス・エーベルハルト・マイヤーは、ユーグ伯が率いて帝都に入城した十字軍の軍勢が非常に小規模で制御しやすかったことは、アレクシオス帝にとって幸運な出来事であったであろうと主張している。アレクシオス帝は、「トルコ人が帝国に侵攻を開始する以前にビザンツ帝国の支配下にあったすべての領土を回復すると誓いを立てる準備が整う」まで、ユーグ伯の行動を「控えめに、かつ、はっきりと」制限した。さらには、東方で行われた征服地は領邦として領有されることとなった。
アンナ・コムネナは、アレクシオス帝に対して忠誠を誓おうとしないゴドフロワ・ド・ブイヨンに説得を試みるユーグ伯の会話を自身の著作に記している。アンナの記述によれば、皇帝に対する忠誠を頑なに拒むゴドフロワはユーグ伯に対して『其方は富と精強な戦士を持つ統治者として其方の国を去り、その高貴な立場から自ら皇帝の奴隷になり下がった。そして、まるで自身が偉大な成功者かのように、我に同じことをしろと伝えに来たのか？』と言葉をかけたという。これに対しユーグ伯は、『我々は我が国に留まりよその国の人々に手を出さずにいるべきであった。しかし我々は既に、古郷から遥か彼方のビザンツの地に足を踏み入れてしまった。我々には皇帝の支援が不可欠である。彼の命令に従わなければ、決して我々に良いことは起こらないだろう。』と返答したという。
コンスタンティノープルでの一悶着を経て、十字軍はセルジューク朝の領土の横断に成功し、1098年には長期の包囲戦を経てアンティオキアを占領した。アンティオキア制圧後、ユーグ伯は援軍を要請するためにアレクシオス帝の下に帰還した。しかしアレクシオス帝はユーグ伯の要請に関心を示さなかった。援軍要請を断られたユーグ伯は、アンティオキアではなくフランスに向かった。母国に帰国したユーグ伯は、「十字軍戦士として聖地エルサレムへの巡礼を成し遂げる」という誓いを遵守しなかったため、軽蔑され物笑いの種となり、またローマ教皇パスカリス2世はユーグ伯に対して破門宣告をちらつかせた。ユーグ伯はその後行われた1101年の十字軍に参加し再び聖地に向けて軍をすすめたが、同年9月に勃発したクルチ・アルスラーン1世率いるテュルク軍とのヘラクレアでの2度目の会戦で負傷し、その傷がもとでタルススで亡くなった。

## 家族
ユーグはヴェルマンドワ伯エルベール4世と妃アデライード・ド・ヴァロワの娘であるアデライードと結婚した。彼らは以下の9人の子供をもうけた。
- マティルダ
  - ラウル1世・ド・ボージョンシーのもとに嫁いだ[13]。
- エリザベート（1138年没[14]）
  - 彼女は初めに初代レスター伯ロベール・ド・ボーモン（英語版）と結婚し、ロベールの死後に第2代サリー伯ギヨーム・ド・ワーレン（英語版）と再婚した。
- ベアトリス 
  - ユーグ4世・ド・グルネーと結婚
- ヴェルマンドワ伯ラウル1世　(1152年没)
  - 初めにエレアノール・ド・シャンパーニュと結婚し[15]、ペテロニラ・ド・アキテーヌと再婚した[15]。
- コンスタンス
- アグネス
- ヴュット・ショーモン領主アンリ
- シモン
- ギヨーム (1096年ごろ没)

## 参照
1. ↑  Guibert of Nogent 1996, p. 313.
2. ↑  Hill & Mynors 1962, p. xi-xii.
3. 1 2  Peters 1971, p. 35.
4. ↑  Tyerman 2015, p. 133.
5. 1 2  Flori 1999, p. 232.
6. ↑  Asbridge 2004, p. 92.
7. 1 2  Komnene 2009, p. 279.
8. ↑  Komnene 2009, p. 280.
9. ↑  Komnene 2009, p. 280-281.
10. ↑  Mayer 1972, p. 48.
11. ↑  Komnene 2009, p. 288.
12. ↑  Brown 1984, p. 161.
13. 1 2  Suger 1992, p. 191-192.
14. ↑  Crouch 2008, p. 30.
15. 1 2  Bardot & Marvin 2018, p. ix.

## 文献
- Asbridge, Thomas (2004). The First Crusade, a new history. The roots of conflict between Christianity and Islam. Oxford University Press
- Louis VII and his World. Brill. (2018)
- Brown, Reginald Allen (1984). The Normans. The Boydell Press
- Crouch, David (2008). “The Historian, Lineage and Heraldry 1050-1250”. Heraldry, Pageantry and Social Display in Medieval England. Boydell Press
- Flori, Jean (1999) (French). Pierre L'Ermite et la Première Croisade. Fayard
- Guibert of Nogent (1996). Huygens, R.B.C.. ed. Dei gesta per Francos. 7. Turnhout
- Gesta Francorum et aliorum Hierosolimitanorum. London. (1962)
- Komnene, Anna (2009). The Alexiad. Penguin
- Mayer, Hans Eberhard (1972). Gillingham, John. ed. The Crusades. Oxford University Press
- Peters, Edward (1971). The First Crusade. University of Pennsylvania Press. ISBN 0812210174
- de Pontfarcy, Yolande (1995). “Si Marie de France était Marie de Meulan” (French). Cahiers de Civilisation Médiévale Année 38-152:  353-361.
- Suger (1992). The Deeds of Louis the Fat. Catholic University of America Press
- Tyerman, Christopher (2015). How to Plan a Crusade. Reason and Religious War in the High Middle Ages. Pegasus